# Margareta Renberg
Margareta Birgitta Renberg, född 7 juli 1945 i Luleå, död 19 april 2005,  var en svensk konstnär och poet.  Diktsamlingen En tatuerad dams memoarer har beskrivits som den bästa under 1970-talet. Hennes bilder är drömlika och surrealistiska.

## Biografi
Margareta Renberg föddes 1945. Familjen hade en frikyrklig förankring. Fadern var uttalad trädgårdsentusiast och skapade en trädgård som väckte omgivningens beundran. Efter studentexamen flyttade hon till Stockholm för studier vid Konstfackskolan 1964–1968 och vid Konsthögskolan 1968–1973. Hon var ledamot av Konstakademien från 1995.
1973 hade hon sin första separatutställning och fick dikter publicerade i Lyrikvännen. Hon deltog i poesiuppläsningar och blev särskilt uppmärksammad vid en poesikväll på Klarateatern i Stockholm där hon framträdde tillsammans med bland andra Bruno K Öijer, Eva Runefelt och Willy Granqvist.
Debutdiktsamlingen En tatuerad dams memoarer publicerades 1974. Den fick ett positivt mottagande och Margareta Renberg belönades med Stig Carlsonpriset. Den kom att bli den enda diktsamlingen som publicerades under hennes livstid, men hon bidrog med dikter i tidskrifter, ofta med egna illustrationer. Hon illustrerade också andra författares verk. Som bildkonstnär ställde hon ut i ett flertal konstmuseer och gallerier över landet. 
Margareta Renberg avled 2005 efter en tids sjukdom. 

## Författarskap
Margareta Renbergs talang som poet uppmärksammades av Ulf Linde under studierna vid Konsthögskolan. Han förmedlade kontakt med Lyrikvännens redaktör Gunnar Harding, som uppskattade hennes dikter och publicerade dem i tidskriften. Diktsamlingen En tatuerad dams memoarer kom ut 1974, väckte stor positiv uppmärksamhet och upplagan såldes slut. Samma år belönades författaren med Stig Carlsonpriset. Diktsamlingen har beskrivits som 1970-talets bästa.
Margareta Renberg säger själv i intervjuer att hon började skriva när hon kört fast i den bildkonstnärliga processen, som "ett sätt att tänka en tanke till slut". Hon menade också att man kan se skrivandet och måleriet som grenar på ett familjeträd med olika sorter på samma stam. Dikterna behandlar skydd och sårbarhet men präglas också av frihetslängtan, frihet från illusioner och "från bilden av sig själv". Innehållet präglas av fantasi, ironi och absurdism som kan associera till författarens bildverk. Enstaka dikter publicerades därefter i tidskrifter som Artes, ibland försedda med författarens egna bilder.
2009 publicerades den postuma diktsamlingen Tröst för ett tigerhjärta, sammanställd och försedd med förord av Gunnar Harding. Den innehåller tre delar: debutsamlingen i sin helhet, dikter från 1970-talet som utgör avsnittet Tröst för ett tigerhjärta samt senare opublicerade dikter.

## Konstnärskap
Margareta Renberg som konstnär var redan tidigt originell och självständig. Bildspråket är fantasifullt och surrealistiskt men har ändå upplevts som enkelt och naturligt. Målningarna har ljus och rymd med svala färger.
Margareta Renberg hade sin första separatutställning 1970 på galleri Gröna Paletten. Därefter ställdes hennes målningar ställts ut på en mängd gallerier runt landet och hon bidrog vid ett antal samlingsutställningar. Hon är representerad på Moderna Museet i Stockholm, Borås konstmuseum och Västerbottens läns museum.
I boken Margareta Renberg från 2001 presenteras konstnärens bildvärld från 1970-talet och framåt varvad med egna dikter och texter av Ulf Linde, Elisabeth Rynell och Torbjörn Säfve under redaktörskap av Mariann Ahnlund, som var hennes gallerist. Recensenter av boken skriver: "En Alice i Underlandet", "en kuriös och upptågsfylld värld", "överraskande och humoristisk".
Bland de tidigare målningarna är Oktober 1944 från 1972 den mest centrala. Den återgavs på omslaget till Lyrikvännen nr 6 1973 och är också omslagsbild till den postuma diktsamlingen Tröst för ett tigerhjärta. Andra kända motiv är "barockänglar" och ett realistiskt återgivet guldbröllopspar.

## Priser och utmärkelser
- 1974 – Stig Carlson-priset